# Caccia in laguna
La Caccia in laguna è un dipinto a olio su tavola (76x65 cm) di Vittore Carpaccio, databile al 1490-1495 circa e conservato nel Getty Museum di Los Angeles.

## Descrizione e stile
Già nella collezione Busiri-Vici, è stato recentemente riconosciuto come la parte superiore della tavola delle Due dame veneziane del Museo Correr (separate prima del XIX secolo), chiarendo l'iconografia di entrambi i dipinti. L'opera mostra infatti un brano di vita quotidiana, una caccia degli uomini in laguna con arco e frecce, mentre le donne stanno pensosamente ad aspettare da una loggia in primo piano. Il giglio fuori scala, che si vede spuntare dall'estremità inferiore della tavola, compare infatti in un vaso sul balcone delle donne. L'identica grana del legno ha poi confermato l'ipotesi. Le cerniere e la chiusura presenti in questa parte superiore del pannello suggeriscono che sia stato usato come otturatore decorativo per una finestra o come sportello di uno stipo.
Si tratta di un'opera legata ai grandi cicli teleri come le Storie di sant'Orsola, in cui il colore è denso di valori atmosferici che fanno circolare l'aria come da una finestra aperta.
La veduta della laguna è rappresentata a volo d'uccello, con grande cura dei dettagli naturalistici e di quelli legati alle attività umane. Tre barche a fondo basso con rematori scivolano silenziosamente convergendo verso un paio di uccelli acquatici a cui mirano gli arcieri. Essi non usano frecce ma palline di argilla per stordire gli animali e non danneggiarne il piumaggio. Un uccello è appena stato colpito da un arciere ed è caduto in acqua. Sullo sfondo si vedono altre imbarcazioni, alcune capanne recintate da incannicci, canneti e un monte sullo sfondo, schiarito dalla foschia. Il cielo è punteggiato da nubi e schiarisce verso l'orizzonte, come all'alba. Uno stormo di uccelli vola facendo la tipica "V".

## Storia dell'opera
Separata dalla sua parte inferiore in data incerta, la piccola tavoletta come oggi noi la conosciamo faceva già parte della collezione del Cardinale Fesch, grandissimo collezionista della fine del XIX sec. nonché zio di Napoleone. Alla caduta di Napoleone in Francia nel 1815, il Cardinale portò l'opera a Roma e dopo la sua morte, nel 1845 l'opera andò all'asta insieme ad altri numerose opere della sua immensa collezione.

L'opera venne quindi acquistata dal marchese Gian Paolo Campana, altro grande collezionista romano dell'epoca, che alla morte la lasciò in eredità al pronipote Camillo Benucci, che a quel punto la affidò all'antiquario Sebasti, che aveva un negozio in Campo Marzio a Roma. La tavola all'epoca si presentava non del tutto leggibile, con strati di sporcizia superficiali e priva di attribuzione.

Nel 1944 l'antiquario Sebasti mostrò la tavola all'architetto Busiri Vici, che nonostante gli strati di sporcizia, intravide la qualità dell'opera e la acquistò per la misera cifra di 80.000 lire.

Ripulita e riportata al suo splendore originale dal restauratore Matteucci, si poté studiarne un'attribuzione più precisa, avvicinandola subito a Vittore Carpaccio.

Busiri Vici, che si prodigò per studiare in modo puntiglioso la storia dei vari passaggi di collezioni della tavola, portò troppa pubblicità alla scoperta e l'antiquario Sebasti, venuta a sapere l'importante attribuzione che venne assegnata all'opera, aprì una causa con l'architetto rivendicando la propria ignoranza davanti al suo sapere, riuscendo a ottenere un risarcimento di due milioni di lire.

Nel frattempo la sovrintendenza non riconobbe l'opera, dando quindi il via libera all'esportazione in Svizzera.

La tavola restò in una collezione privata fino alla sua attuale collocazione all'interno della collezione del Getty Museum di Los Angeles, ora a Malibù, che la acquistò nel 1972.

## Galleria correlata

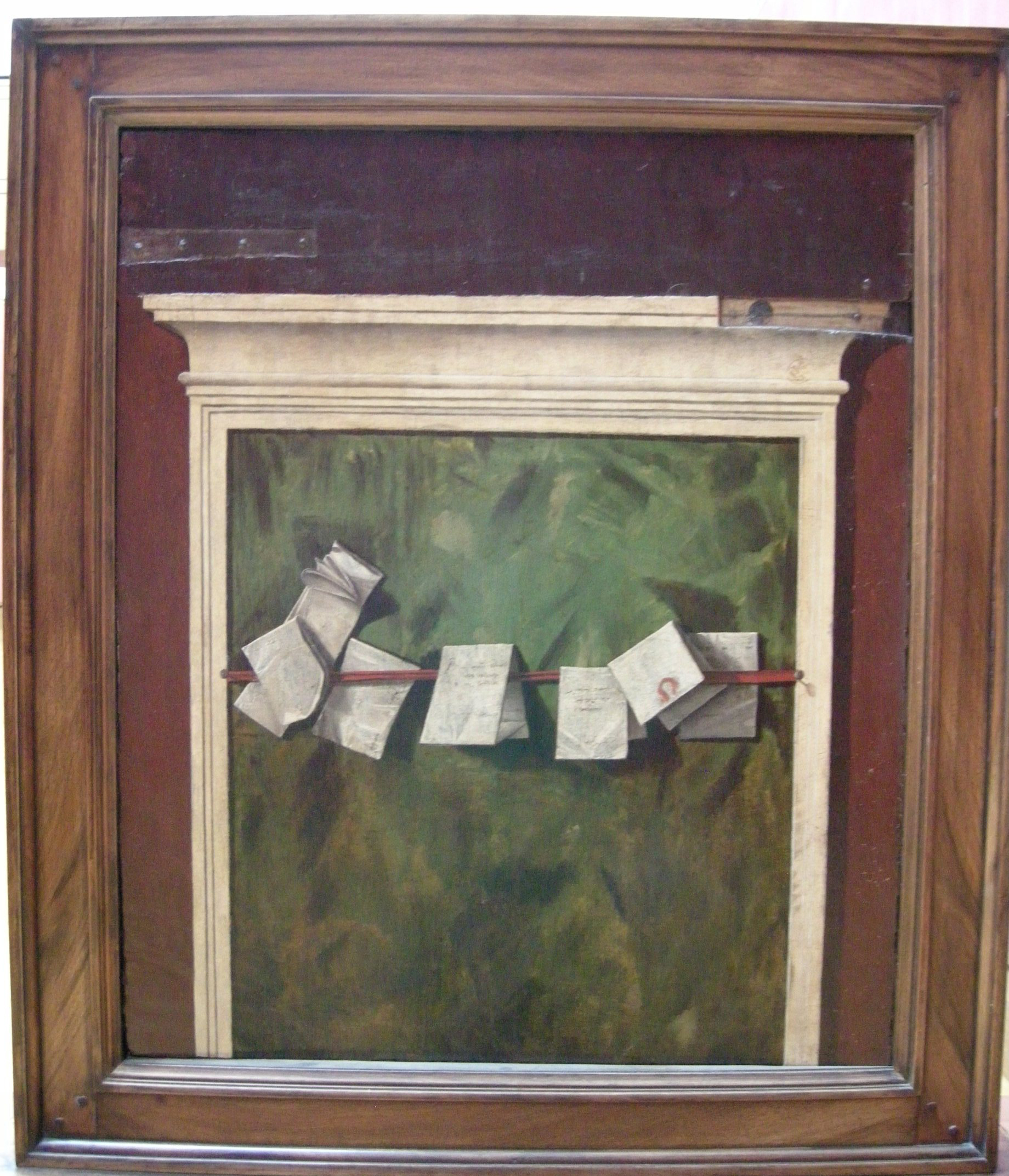
Il retro
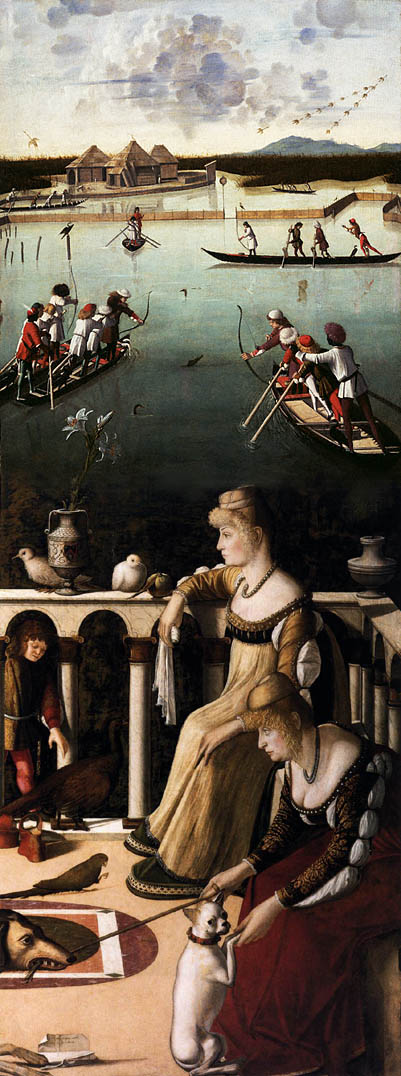
Ricostruzione dell'opera originale